# 26P/Grigg-Skjellerup
26P/Grigg-Skjellerup ist ein Komet, der 1992 als zweites Ziel von der Giotto-Sonde der ESA in nur 200 km Entfernung passiert wurde. Da die Sonde bei der Begegnung mit Halley einen Schaden der Kamera erlitt, konnten dabei keine Aufnahmen gemacht werden.
Der Komet wurde nach dem neuseeländischen Lehrer John Grigg und dem australischen Telegraphentechniker John Francis Skjellerup benannt. Grigg hatte den Kometen am 23. Juli 1902 erstmals entdeckt; Skjellerup entdeckte ihn im Mai 1922 von einem Beobachtungsstandort in Südafrika neu. 
Grigg-Skjellerup ist die Quelle des Pi-Puppiden-Meteorstroms, der auf der Südhalbkugel der Erde um den 23. April beobachtet werden kann. In diesem wurde 2003 ein neues Mineral entdeckt, das zu Ehren des Astronomen und Planetenforschers Donald E. Brownlee den Namen Brownleeit erhielt.